# Farover
Farover – jedenasty album studyjny Burning Speara, jamajskiego wykonawcy muzyki reggae.
Płyta została wydana w roku 1982 przez Burning Music, własną wytwórnię Speara, a także przez niewielki label Radic Records. Nagrania zarejestrowane zostały w studiu Tuff Gong w Kingston. Ich produkcją zajął się sam wokalista. Spearowi akompaniowali muzycy sesyjni z założonej przez niego grupy The Burning Band.
Album doczekał się dwóch reedycji, wydanych przez Heartbeat Records w roku 1987 oraz przez EMI Records w roku 2002.

## Lista utworów

### Strona A
1. "Farover"
2. "Greetings"
3. "Image"
4. "Rock"
5. "Education"

### Strona B
1. "She's Mine"
2. "The Message"
3. "O'Jah"
4. "Jah Is My Driver"

## Muzycy
- Michael Wilson - gitara
- Devon Bradshaw - gitara rytmiczna
- Anthony Bradshaw - gitara basowa, perkusja
- Nelson Miller - perkusja
- Elias Rodney - perkusja
- Winston Rodney - perkusja
- Aston "Family Man" Barrett - organy, klawinet
- Richard Johnson - organy, fortepian, klawinet, syntezator
- Herman Marquis - saksofon
- Bobby Ellis - trąbka